# 独立戦争 Liberty or Death
『独立戦争 Liberty or Death』（どくりつせんそう リバティ・オア・デス）は、1993年に日本の光栄から発売されたPC/AT互換機用歴史シミュレーションゲーム。副題の「Liberty or Death」は、北米版のタイトルであり、パトリック・ヘンリーの演説の一節に由来する。
アメリカ独立戦争をテーマにしており、プレイヤーはジョージ・ワシントンもしくはトーマス・ゲージのどちらかを選択して独立戦争において戦う事を目的としている。行動はターン毎にコマンドで指示を与えるターン制ストラテジーとなっている。難易度はアメリカ側は比較的低く、イギリス側は高くなっている。
開発は光栄が行い、ゲーム・デザインはメガドライブ用ソフト『ジ・ウーズ』（1995年）を手掛けたスティーグ・ヘドランドが担当している。
元々は北米にて発売された作品であり、日本で発売されたのはその移植版である。同年にPC-9801に移植され、1994年にスーパーファミコン用としても移植された。北米ではメガドライブにも移植されている。

## ゲーム内容

### システム
プレイヤーはアメリカ軍の最高司令官ジョージ・ワシントンか、イギリス軍の最高司令官トーマス・ゲージのどちらかになってアメリカ独立戦争を戦う。政府フェイズ、地区フェイズ、戦争フェイズの3つのフェイズがあり、ターン毎にコマンドを与える。敵の正規軍を全滅させることが目標で、自身が死亡・捕虜になった場合や、信任投票で政治家から信任が得られず罷免された場合はゲームオーバーとなる。
アメリカ・イギリス軍の正規軍の他に、各陣営に味方する市民軍が存在し、それぞれ独自に行動する。独立宣言、フランスやスペインの参戦といった歴史イベントがあり、イベント発生後に外国の軍隊が登場することもある。

### マップ
ゲームの戦場となるアメリカ東部は、当時植民地だった13の州と、2つの英領で構成され、北部・中部・南部の3つの地方に分かれている。各州はいくつかの地区で構成されている。

### 地勢
各地区の戦争フェイズでの地勢は、海に面していたり、川が多く流れて居たり、砦が多く設置されていたり街だけの地区もあるなど、それぞれで大きく異なる。 どの軍も支配していない地区や、自軍や味方の市民軍が支配する地区は、地区フェイズの「情報」→「地区」→「地勢」で見る事が出来る。また、敵軍や敵の市民軍が支配する地区の地勢を見るには、 「情報」→「スパイ」で予め地区司令官以外の将校を1人スパイとして送り込み、情報を探る必要がある。

### 兵種
戦争フェイズでは、歩兵・騎兵・砲兵・ゲリラの4種類の兵科があり、各兵科には特性がある。
- 歩兵 最大兵数500

一般的な兵科。大砲を持たせる事が出来、持たせた部隊は砦、塹壕から砲撃が出来る。
訓練度を上げた歩兵は、隣接する敵部隊が平地・丘陵に居る場合は、攻撃の他に「白兵」のコマンドを使用することが出来る。攻撃力は「攻撃」コマンドに劣るが、弾薬を使用しない。
また、「白兵」コマンドで攻撃した敵部隊は、自部隊の進行方向に敵部隊・自軍部隊または進行不能な地形が無い場合、奥側に後退させる事が可能。
部隊は森、山岳には侵入することが出来ない。
- 騎兵 最大兵数250

馬を用いた兵科。移動力が高い。大砲は持つことも使用することも出来ない。
隣接する敵部隊が平地、丘陵に居る場合は、攻撃の他に「突撃」のコマンドを使用することが出来る。攻撃力が大きく、敵部隊の将校を負傷や戦死に追いやれることも多い上、弾薬も使用しない。
また、「突撃」コマンドを使用した自部隊は、進行方向に敵部隊・自軍部隊または進行不能な地形が無い場合、敵部隊の反対側に突きぬける。
部隊は森には侵入出来るが、山岳には侵入出来ない。また、森に部隊を留めた場合、隣に敵部隊が居ない場合は自動的に「伏兵」し、後で隣に移動してきた敵部隊に奇襲攻撃を仕掛けることが可能。
（ただし、敵部隊に気付かれて攻撃を受けることもある。その場合、伏兵の状態は解かれる）
- 砲兵 最大兵数250

砲撃に特化した兵科。大砲を持たせると、どこからでも砲撃が出来る。
他に、「架橋」のコマンドが使用出来、隣接する河川や海の一部に橋を架ける事が出来る。また、その橋を壊す「壊橋」のコマンドも使用が可能。架橋と壊橋は失敗することもあり、成功する率は部隊将校の戦術力に左右される。
部隊は歩兵同様、森、山岳には侵入することが出来ない。
- ゲリラ 最大兵数250

移動力と奇襲攻撃に特化した兵科で、移動力は騎兵に次いで高く、地上ではどこでも移動が可能である。大砲は持つことは出来るが、使用することが出来ない。
夜になると攻撃力が増す。また、森や山岳に部隊を留めた場合、隣に敵部隊が居ない場合は騎兵同様に伏兵し、後で隣に移動してきた敵部隊に奇襲攻撃を仕掛けることも出来る。
（敵部隊に気付かれて攻撃を受けた場合、伏兵の状態を解かれるのも騎兵同様）

## 移植版

### 一覧
| No. | タイトル                  | 発売日               | 対応機種           | 開発元 | 発売元 | メディア                  | 型式               | 備考 |
| --- | ------------------------- | -------------------- | ------------------ | ------ | ------ | ------------------------- | ------------------ | ---- |
| 1   | 独立戦争 Liberty or Death | 1993年9月27日        | PC-9801            | 光栄   | 光栄   | 5インチフロッピーディスク | -                  |      |
| 2   | 独立戦争 Liberty or Death | 1994年3月18日 1994年 | スーパーファミコン | 光栄   | 光栄   | 16メガビットロムカセット  | SHVC-QI SNS-7L-USA |      |
| 3   | Liberty or Death          | 1994年               | メガドライブ       | 光栄   | 光栄   | ロムカセット              | T-76106            |      |

### 機種による特徴
|                    | PC版                   | SFC版                                                                                            |
| ------------------ | ---------------------- | ------------------------------------------------------------------------------------------------ |
| 部隊アイコン       | 顔                     | 上半身                                                                                           |
| 将校の会話         | 入る                   | 入らない                                                                                         |
| アニメーション     | 簡素なもの             | 戦闘などを追加                                                                                   |
| 将校の会話         | 入る                   | 基本的に入らないが、稀に隣接する敵軍や敵の市民軍が支配する地区に開戦の許可を申し込むことがある。 |
| 将校が捕まった場合 | ランダムで脱走してくる | ごくまれに脱走してくるほか、捕虜交換や身代金により解放可能                                       |
| 戦場からの撤退時   | 撤退成功・失敗の2種類  | 撤退成功・捕虜になるの2種類                                                                      |
| 兵舎               | あり                   | なし                                                                                             |
| 塹壕の有用度       | 高い                   | 低い（ただし、歩兵は塹壕を掘ることによって大砲を使用できるようになる）                           |
| 鹵獲               | あり                   | なし                                                                                             |

その他の違いとして、実行コマンドの変更（「徴収」「資金援助要請」と「借金」）、将校の能力が変更（例：ジョージ・ワシントン：戦術58（PC版）→98（SFC版）。特にトーマス・ゲージは大きく変更されている）などがある。

## 評価
スーパーファミコン版
ゲーム誌『ファミコン通信』の「クロスレビュー」では、6・5・5・5の合計21点（満40点）、『ファミリーコンピュータMagazine』の読者投票による「ゲーム通信簿」での評価は以下の通り、19.6点（満30点）となっている。
| 項目 | キャラクタ | 音楽 | お買得度 | 操作性 | 熱中度 | オリジナリティ | 総合 |
| 得点 | 3.4        | 3.3  | 3.1      | 3.1    | 3.3    | 3.4            | 19.6 |